# Houston Oilers 1996
La stagione 1996 degli Houston Oilers è stata la 27ª della franchigia nella National Football League, la 37ª e ultima nella città di Houston La squadra migliorò il record di 7-9 della stagione precedente, salendo a 8-8 ma mancando l’accesso ai playoff per il terzo anno consecutivo. Gli Oilers vinsero solamente due gare su otto in casa mentre ne vinsero sei in trasferta. Il running back Eddie George vinse il premio di rookie offensivo dell’anno dopo avere corso 1.368 yard.
Il trasferimento degli Oilers a Nashville, nel Tennessee, era inizialmente previsto a partire dalla stagione 1998. L’interesse dei tifosi a Houston attorno alla squadra però precipitò rapidamente, così l'operazione fu anticipata. La squadra l’anno successivo fu ridenominata Tennessee Oilers, giocando al Vanderbilt Stadium di Nashville fino alla costruzione del nuovo stadio.

## Scelte nel Draft 1996
| Draft degli Oilers nel 1995 |        |                 |                  |                  |
| Giro                        | Scelta | Giocatore       | Ruolo            | College          |
| 1                           | 14     | Eddie George    | Running back     | Ohio State       |
| 2                           | 38     | Bryant Mix      | Defensive end    | Alcorn State     |
| 2                           | 48     | Jason Layman    | Offensive tackle | Tennessee        |
| 3                           | 74     | Terry Killens   | Linebacker       | Penn State       |
| 4                           | 107    | Kendrick Burton | Defensive end    | Alabama          |
| 4                           | 109    | Jon Runyan      | Offensive tackle | Michigan         |
| 5                           | 143    | Rayna Stewart   | Safety           | Northern Arizona |
| 6                           | 177    | Anthony Dorsett | Cornerback       | Pittsburgh       |
| 7                           | 218    | Mike Archie     | Running back     | Penn State       |

## Calendario
| Stagione regolare |                         |                    |
| Turno             | Avversario              | Risultato          |
| 1                 | Kansas City Chiefs      | S 20–19            |
| 2                 | at Jacksonville Jaguars | V 34–27            |
| 3                 | Baltimore Ravens        | V 29–13            |
| 4                 | Settimana di pausa      | Settimana di pausa |
| 5                 | at Pittsburgh Steelers  | S 30–16            |
| 6                 | at Cincinnati Bengals   | V 30–27            |
| 7                 | at Atlanta Falcons      | V 23–13            |
| 8                 | Pittsburgh Steelers     | V 23–13            |
| 9                 | San Francisco 49ers     | S 10–9             |
| 10                | at Seattle Seahawks     | S 23–16            |
| 11                | at New Orleans Saints   | V 31–14            |
| 12                | Miami Dolphins          | S 23–20            |
| 13                | Carolina Panthers       | S 31–6             |
| 14                | at New York Jets        | V 35–10            |
| 15                | Jacksonville Jaguars    | S 23–17            |
| 16                | Cincinnati Bengals      | S 21–13            |
| 17                | at Baltimore Ravens     | V 24–21            |

## Classifiche
| AFC Central              | AFC Central | AFC Central | AFC Central | AFC Central | AFC Central | AFC Central | AFC Central |
|                          | V           | S           | P           | %           | PF          | PS          | STR         |
| ------------------------ | ----------- | ----------- | ----------- | ----------- | ----------- | ----------- | ----------- |
| (3) Pittsburgh Steelers  | 10          | 6           | 0           | .625        | 344         | 257         | S2          |
| (5) Jacksonville Jaguars | 9           | 7           | 0           | .563        | 325         | 335         | V5          |
| Cincinnati Bengals       | 8           | 8           | 0           | .500        | 372         | 369         | V3          |
| Houston Oilers           | 8           | 8           | 0           | .500        | 345         | 319         | V1          |
| Baltimore Ravens         | 4           | 12          | 0           | .250        | 371         | 441         | S3          |

## Premi
- Eddie George:

rookie offensivo dell'anno